# Gazpacho (cortometraje)
GAZPACHO es un cortometraje español del año 2015 dirigido por Samuel Salazar. El guion está escrito por Malva Rodríguez y Nicolás Medina y rodado en Granada (España).

## Trama
Un día como otro cualquiera encontramos a una madre (Cuca Escribano) en la cocina de su casa. Ésta recibe una llamada de su marido informando de la llegada de su suegra para pasar unos días en su casa.
Ella, frustrada por su relación, se desahoga preparando un gazpacho con rabia desencadenando en una serie de pensamientos negativos que la madre expresa hacia su suegra y marido.
Al finalizar se advierte la presencia (inadvertida hasta ahora) de su hijo en la cocina dibujando una persona dentro de una licuadora, reflejo de la transmisión de la violencia de su madre a su hijo. 

## Premios
- Festival_Iberoamericano_de_Cortometrajes_ABC_(FIBABC) (2016)[1]
  - Finalista
- VIII Concurso de Cortos RNE (2016)[2]
  - Selección Oficial
- 3ª Edición Primavera Film Festival en Ceuta (2016)[3]
  - Premio a la mejor actriz Cuca Escribano
- Comcorto - XIX Gala de Cortometrajes y Documentales (2016)[4]
  - Premio a la Mejor Dirección de Fotografía
- ATAJO Festival de Cortometrajes de Atarfe (2015)
  - Segundo Premio al Mejor Cortometraje

## Selecciones
- ATAJO Festival de Cortometrajes de Atarfe (Granada, España)
- I Certamen Internacional de Cortometrajes de vino y gastronomía (WIN5 Festival) (La Rioja, España)
- VI Festival de Cine: Infancia y Adolescencia “Ciudad de Bogotá” (Bogotá, México)
- XXII Festival Internacional de Jóvenes Realizadores de Granada (Granada, España)
- Festival Feminista de Cine de Valladolid (FEMINCI) (Valladolid, España)
- II Certamen Microcortos Internet Festival de Cine de Zaragoza (Zaragoza, España)
- 4º Festival Internacional de Cortometrajes de la Diversidad Social "Todos Somos Otros" (México)
- Finalista en el Certamen Andaluz de Cortos del PROGRAMA DESENCAJA (Andalucía, España)
- 3ª Edición "La Oveja en Corto" (Onda, Castellón, España)
- CortoEspaña 2016
- VIII Concurso de Cortos RNE (España)
- Festival Iberoamericano de Cortometrajes de ABC (FIBABC) (España)
- 3ª Edición Primavera Film Festival (Ceuta, España)
- 19.ª Edición de #Comcorto (Sevilla, España)
- XIII Muestra de Cine Social "La Imagen del Sur" (Córdoba, España)